# Charles Kleinberg
Pour les articles homonymes, voir Kleinberg.
Charles Kleinberg, né à Bruxelles le 16 octobre 1937 et mort le 15 mai 2013, est un comédien, metteur en scène et pédagogue d'interprétation et de déclamation de textes poétiques belge de langue française. Il fut également directeur du Conservatoire royal de Bruxelles ; le premier directeur issu des arts de la parole, puisque depuis 1832, tous les directeurs étaient des musiciens.
Depuis les années 1970, Charles Kleinberg participe à de nombreux spectacles pour la radio et la télévision belge comme animateur-récitant poétique.
Il a enregistré de nombreux disques et CD de poésie : notamment Florilège de la Belgique littéraire, Les Chemins de Verhaeren, La Belle Maguelonne, La Chanson de Roland, Achille Chavée, Odilon-Jean Périer, Traité sur la tolérance de Voltaire, l'opéra Brundibár de Hans Krása, créé dans l'univers concentrationnaire de Terezín.
Charles Kleinberg a travaillé sous la direction de Míkis Theodorákis, Mendi Rodan, Emmanuel Rosenthal, Georges Octors, Jean Baily, Éric Feldbusch, Robert Janssens.
Il est membre de l'Union des artistes du spectacle, la plus ancienne association artistique de Belgique, fondée en 1927, par Lucien Van Obbergh à la demande de l'Union des artistes de Paris.

## Biographie
Né de père polonais et de mère grecque, qui meurt alors qu'il n'est âgé que de six mois, Charles, à partir de l'âge de trois ans, apprend à jouer du violon, et donne déjà ses premiers concerts dès l'âge de sept ans,.
Son père est déporté et assassiné à Auschwitz. Dissimulé dans une famille d'accueil, le jeune Charles échappe aux rafles ordonnées par l’occupant nazi et connaît et devient un enfant caché.
Il poursuit ses études à l’Athénée royal de Bruxelles (devenu en 1970 Athénée royal Jules Bordet).
Son professeur veut lui faire apprendre le violon et faire de lui un musicien plus que tout autre métier ; Charles finit par laisser tomber les études pour entamer le droit, puis l'IAD (Institut des Arts de Diffusion), qu'il ne termine pas, parce qu'à 19 ans, il est retenu pour jouer Néron dans Britannicus à Liège. Il fait en parallèle son service militaire, détaché à l'INR (Institut National de Radiodiffusion) au studio 16 de la Maison de la Radio, place Eugène Flagey à Ixelles, pendant un an ; il anime « La demi-heure du soldat », une émission journalière pour les troupes casernées.
Après son service à l’armée, la station de radio, devenue en 1960 la RTB, l’engage comme speaker. C’est ainsi que commence sa présentation des émissions matinales dès 5 h 30 du matin. Ce sont les bulletins météo, mais aussi des communiqués à la batellerie, aux convoyeurs colombophiles, des dédicaces personnelles ou des informations générales. C’est le chemin nécessaire pour arriver à des émissions plus personnalisées : « Soirée intime chez Charles Kleinberg », l’émission poétique du samedi soir. Et un point d’orgue avec « Les Contes à la Veillée Radiophonique de Noël » qui durent plus de quatre heures.

### Théâtre
Il est appelé par le Rideau de Bruxelles pour y interpréter « Oreste ». Puis il devient pensionnaire au Théâtre royal du Parc, tant dans le répertoire classique que le théâtre contemporain. Au milieu des années 1960, il joue à Paris avec la Comédie-française. Il participe alors à des tournées internationales (Carthage, Kigali…).

### Poésie
En mars 1970 ont lieu ses premiers récitals de poésie. L'Afrique noire l'attire et l'accueille. Il y crée alors des récitals qu'il donnera dans les écoles et universités du Rwanda et du Burundi. Ses spectateurs sont autant des Africains que des Européens.
Toujours dans les années 1970, Charles Kleinberg propose un récital à Albert-André Lheureux. Celui-ci est le fondateur d'un lieu littéraire baptisé l'Esprit Frappeur. De là naquirent Les Rives de la Poésie. Ce spectacle poétique se jouera dans ce petit théâtre pendant un mois. En 1973, ce récital, seul en scène, fêtera sa centième représentation au Cirque Royal devant un public de 2 500 personnes. En 1979, la consécration se confirme avec la millième de ce même récital, toujours au Cirque Royal, uniquement accompagné d'un guitariste.
Charles Kleinberg a été nommé professeur de déclamation au Conservatoire royal de Mons, puis à Bruxelles. Nombreux sont les élèves qui ont suivi ses recommandations et, actuellement, ils sont encore une centaine à occuper un poste de professeur dans une « Académie de Musique, des Arts de la Parole et de la Danse » ou dans un des trois conservatoires royaux de Belgique francophone.

### Mise en scène
Les années 1980 verront naître plusieurs mises en scène de plein air. Charles Kleinberg réalise notamment un spectacle pour les Fêtes de Wallonie (20 000 spectateurs sont présents sur la Grand-Place de Bruxelles).
Ensuite, ce sera « Mons Passé Présent » qui occupe plus de 1 000 comédiens et figurants. Pour le millénaire de Bruxelles (en 1979) c'est « Egmont » de Goethe avec Bernard Marbaix et Raoul de Manez (12 000 spectateurs).
Il réalise également plusieurs conceptions des « Nuits Musicales du Château de Belœil ».

### Le tour du monde en 40 ans
Ambassadeur de la poésie francophone à l'étranger, ses récitals poétiques ont fait le tour du monde puisqu'on a pu l'écouter au Japon, au Brésil, en Israël, en Russie, en France, en Suisse, au Québec, au Portugal ou en Pologne.
Bien qu'il soit amateur de grandes salles, on a pu l'écouter dans des lieux où la proximité offre une approche personnalisée et chaleureuse. C’est ainsi qu'il a joué  à l'Estrille (Sablon (Bruxelles)), à la Samaritaine, à la Clarencière ou au Théâtre des Corps-Saints à Avignon.

## Distinction
- Officier de l'ordre de la Couronne[7]

## Théâtre

### Acteur
- 1961-1962 : Antigone de Sophocle au Rideau de Bruxelles
- 1961-1962 : Horace de Pierre Corneille au Rideau de Bruxelles
- 1961-1962 : Lame de fonde de Beverley Cross au Théâtre Molière
- 1963-1964 : Andromaque de Jean Racine au Rideau de Bruxelles
- 1963-1964 : Le Prisonnier des cimes de Roger Avermaete au Théâtre d'Essai
- Saison 1964-1965 au Théâtre royal du Parc : La Célestine de Fernando de Rojas, En cause : J. Robert Oppenheimer de Heinar Kipphardt, Iphigénie en Tauride de Johann Wolfgang von Goethe, Macbeth de W. Shakespeare, La Princesse de Chine de Georges Sion et Le Troisième Jour de Ladislas Fodor
- 1965-1966 : En cause : J. Robert Oppenheimer de Heinar Kipphardt au Théâtre royal du Parc
- 1966-1967 : Le Faiseur de Honoré de Balzac au Théâtre national de Belgique
- 1967-1968 : Jules César de William Shakespeare au Théâtre royal du Parc
- 1968-1969 : Connaissance de Saint-Exupéry, mis en scène par Jean-Louis Barrault au Rideau de Bruxelles
- 1968-1969 : La Double inconstance de Marivaux au Rideau de Bruxelles
- 1969-1970 : Les Quatre Saisons de Pierre Brueghel de Jean Francis au Rideau de Bruxelles
- 1969-1970 : Le Songe d'une nuit d'été de William Shakespeare au Rideau de Bruxelles
- 1970-1971 : Charles Kleinberg sur les rives de la poésie…, avec des textes de Moustaki, Paul Fort, Barbara, Villon, Baudelaire, La Fontaine, etc. au Théâtre de l'Esprit Frappeur  Première d'une longue série de 1000 représentations...
- 1971-1972 : Britannicus de Jean Racine au Théâtre de l'Esprit Frappeur
- 1971-1972 : Le Héros et le soldat de George Bernard Shaw au Théâtre de l'Ancre…
- 1995-1996 : L'Insupportable La Fontaine (1695-1995) réalisation et interprétation au Théâtre Molière
- 1995-1996 : Traité sur la tolérance de Voltaire, à l'XL Théâtre. Repris en lecture-spectacle à Avignon en 2006…

### Mises en scène, conceptions, adaptations, réalisations
- 2001-2002 : Espoir, illusion, vie, mort et résurrection d'Amour… par Sylvie Rigot à La Clarencière
- 2001-2002 : Mes passions littéraires à La Clarencière
- 2002-2003 : Autour de Proust… par Vincent Dujardin, Magali Orsini et Anaëlle Snoeck à La Clarencière
- 2002-2003 : Dernières nouvelles des nouvelles de Thierry Dutoit
- 2002-2003 : Récital de poésie - Carte blanche à Charles Kleinberg avec Lucie Clairembourg, Gauthier de Fauconval, Mychaël Parys, Armand Richelet et Anaëlle Snoeck
- 2004-2005 : Et s'il y a de l'ombre, où est la lumière. Textes de Henri Michaux et Géo Norge dans une interprétation de Sylvie Rigot
- 2004-2005 : Pour le meilleur et pour le pire !…, par Stéphanie Blanchoud et Mychaël Parys
- 2005-2006 : Lettre à Élise de et avec Armand Richelet
- 2011-2013 : Le compagnon de route (spectacle de marionnette d’après Christian Andersen, mis en scène par Radu Dinulescu). Charles Kleinberg  est la voix du narrateur dans la version française. Ce spectacle a obtenu le Prix de la scénographie au Festival international de Théâtre de Baia-Mare 2011 -  Scénographie de Armand Richelet…

### Autres collaborations artistiques
- Le 3 décembre 2007, il participe au Gala de l'Union des artistes du spectacle au côté de France Brel. Il y interprète La Chanson des vieux amants de Jacques Brel.
- 2009 : production et direction artistique pour le film-documentaire Le Festival National de Comédie de Galati, réalisé par Armand Richelet. Images, son et montage par Armand Richelet et Bélinda Leduc, photographies et assistanat à la réalisation de Philippe Derlet.

## Discographie
- 1972, Prométhée enchaîné
- 1973, Sur les rives de la poésie…
- 1977, Charles Kleinberg / dit Émile Verhaeren (vinyle)
- 1991, Charles Kleinberg / dit Émile Verhaeren (CD)
- 2002, Brundibár, de Hans Krása

### Revue de presse succincte
- Important anniversaire pour Charles Kleinberg. Après un long passé de comédien, Kleinberg médite sur ses choix profonds, Luc Norin, La Libre Belgique du 4 novembre 1991.
- En période d'anniversaires ; Charles Kleinberg et Emile Verhaeren, Pierre Maury, Le Soir du 19 novembre 1991.
- Traité sur la tolérance, à l'XL, Voltaire, ce démocrate de choc, Jacques De Decker, Le Soir du 20 octobre 1995.
- Charles Kleinberg, Prix Adam de poésie, Le Matin du 16 décembre 1998.